# Яковенко, Пётр Александрович
Пётр Алекса́ндрович Якове́нко (15 [27] июня 1879, Ставрополь-Кавказский — 1920, Воронеж) — русский историк-византинист, востоковед и славист, церковный историк.

## Биография
Родился в Ставрополе. В 1899 году окончил Ставропольскую духовную семинарию. В этом же году поступил на историко-филологический факультет Императорского Юрьевского университета, который окончил в 1903 году. После чего был оставлен при университете при кафедре всеобщей истории. В 1908 году защитил кандидатскую диссертацию «К истории иммунитета в Византии», о экскуссии. С 1909 по 1918 год Яковенко — приват-доцент Юрьевского университета. В 1910 году Пётр Александрович опубликовал сочинение по истории полабских славян «Сельское население в Руянском княжестве во время правления местных князей» (ЖМНП, 1910, № 10), в котором защищал концепцию о свободе населения и коллективном землевладении у руян в древнейший период и обратился к истории закрепощения сельского населения Руяны, а также к выяснению влияния на него немецкого права. С 1911 по 1912 год Яковенко находился в заграничной командировке, он посетил Стамбул, Афон, Мюнхен. В 1917 году Яковенко защитил магистерскую диссертацию «Исследования в области византийских грамот. Грамоты Нового монастыря на острове Хиос». Во время Первой Мировой и Гражданской войны Юрьевский университет переехал в Воронеж, Яковенко переехал вместе с ним. С 1918 по 1920 год Яковенко — профессор Воронежского университета. Яковенко первым проанализировал византийские императорские грамоты, заложив основы научным исследованиям в области византийской дипломатики. В дальнейшем многие выводы сделанные Яковенко в этой области, независимо от него, были повторены Ф. Дёльгером.

## Труды
- К истории иммунитета в Византии / П. А. Яковенко. — Юрьев : тип. Э. Бергмана, 1908. — [2], 72 с.;
- История Византийской церкви / Проф. П. А. Яковенко. — Юрьев, 1909/10. — [2], 127 с.;
- История древнего Востока : По лекциям пр.-доц. П. А. Яковенко / Сост. А. М. де-Витт. Ч. [1]-2. — Юрьев, 1910. — 2 т.;
- Сельское население в Руянском княжестве во время правления местных князей (ЖМНП, 1910, № 10)
- Грамоты Нового монастыря на острове Хиосе / П. А. Яковенко. — Юрьев : тип. К. Маттисена, 1917. — VIII, 206, [1] с.